# Deflexilodes simplex
Deflexilodes simplex är en kräftdjursart som först beskrevs av Hansen 1887.  Deflexilodes simplex ingår i släktet Deflexilodes och familjen Oedicerotidae. Inga underarter finns listade i Catalogue of Life.